# Хазорчашма (Лахш)
Хазорчашма (тадж. Ҳазорчашма, до марта 2022 г. — Мингбулок, Минбулок) — село в сельском джамоате Саритал Лахшского района. Расстояние от села до центра района (пгт Вахдат) — 50 км, до центра джамоата (село Саритал) — 15 км. Население — 211 человек (2017 г.), таджики. Население в основном занято сельским хозяйством.

## Этимология
Нынешнее название ҳазорчашма с таджикского и старое название мингбулоқ с киргизского означает тысяча источников.